# Neodontobutis aurarmus
Neodontobutis aurarmus är en fiskart som först beskrevs av Vidthayanon, 1995.  Neodontobutis aurarmus ingår i släktet Neodontobutis och familjen Odontobutidae. IUCN kategoriserar arten globalt som livskraftig. Inga underarter finns listade i Catalogue of Life.